# Kärnkraft

Schematisk bild av kärndelningsprocessen i kärnkraftverk.

Kärnkraft eller atomkraft avser utvinning av energi ur atomkärnor, antingen genom att spjälka tunga atomkärnor (fission; framförallt uran) eller genom att slå ihop lätta atomkärnor (fusion; väte). Ordet förekommer i svenska media först 1968.

## Fysikalisk bakgrund
Neutroner och protoner (nukleoner) i atomkärnan hålls ihop av den fundamentala kraft som kallas stark växelverkan. En atomkärna är ett system som strävar efter så låg energinivå som möjligt i form av bindningsenergi. De kärnor i naturen som har lägst energinivå är därmed stabilast. Atomkärnor som är ungefär av samma storlek/viktförhållande som järn har lägst energinivå på atomnivå. Tyngre och lättare kärnor har därför i någon mening ett överskott på bindningsenergi. Denna obalans kan teoretiskt sett användas på två sätt för att utvinna energi, med fission och fusion. Fission utnyttjar att vissa kärnor som är tyngre än järn kan bli stabilare genom att klyvas och att processen avger överskottsenergi. Fusion utnyttjar det omvända förhållandet, att vissa atomkärnor som är lättare än järn kan göra sig av med sin överskottsenergi genom att atomkärnor slås ihop. Den hopslagna atomkärnan har sammantaget lägre energinivå än ursprungsatomkärnorna.
De kärnor som förbrukats i en viss kärnreaktion och de som har bildats i samma reaktion väger totalt sett inte lika mycket. Skillnaden i massa motsvarar den avgivna energin enligt Albert Einsteins berömda ekvation E=mc2.
I dagligt tal brukar man mena fissionskraft när man talar om kärnkraft, då fusionskraftverk ännu (2019) inte har kunnat konstrueras. De experiment som genomförts, på till exempel JET, har krävt mer energi än vad de frigjort. Projektet ITER är ett ambitiöst utvecklingsprojekt som (2019) är under uppförande  i Frankrike, men inte heller detta är ett kraftverk med någon elproduktion, utan en experimentell prototyp där man testar och utvecklar olika delmoment i fusionsprocessen.

### Fission
Fission innebär klyvning av tunga atomkärnor som till exempel vissa isotoper av uran, torium eller plutonium. Fission kan uppstå spontant eller induceras genom att atomkärnan bestrålas med neutroner. Atomkärnor som kan klyvas kallas fissionabla. Atomkärnor som dessutom kan upprätthålla en nukleär kedjereaktion (kriticitet) kallas fissila (klyvbara). Atomkärnor som kan bli fissila genom neutronabsorption kallas fertila. 
Då en klyvbar atomkärna träffas av en neutron och klyvs, sänder den i typiska fall ut två eller tre nya neutroner. Dessa kan klyva ytterligare atomkärnor och på så sätt skapa en kedjereaktion. Ett system innehållande fissila atomkärnor i en sådan konfiguration att en kedjereaktion kan skapas, upprätthållas och kontrolleras benämns kärnreaktor eller bara reaktor. För att kontrollera eller stoppa kedjereaktionen i en reaktor använder man någon neutronabsorbator (vanligen bor, kadmium eller hafnium) till exempel i så kallade styrstavar.
Neutronernas hastighet bestämmer deras rörelseenergi och deras förmåga att klyva olika typer av atomkärnor. Med några få undantag använder de kraftproducerande reaktorerna i världen så kallad termiska neutroner (med energier omkring 0,025 eV) för att klyva bränslets atomkärnor. De neutroner som sänds ut vid fissionen är dock i genomsnitt mycket snabbare och måste bromsas in. Denna inbromsning åstadkoms genom att låta neutronerna krocka med andra atomer i ett så kallat moderatormaterial och därmed ge ifrån sig en del av sin rörelseenergi. Bra moderatorer är i första hand de med atomkärnor som är ungefär lika stora som en neutron, som till exempel väte eller dess isotop deuterium (som ger tungt vatten i förening med syre). Kol är dock också en god moderator.

### Fusion
I fusion slås lätta atomkärnor ihop och bildar en tyngre. Exempelvis kan kärnor av väteisotoperna deuterium (D) och tritium (T) slås ihop och bilda heliumkärnor samt neutroner. Då de båda atomkärnorna är positivt laddade måste man vid en fusionsreaktion övervinna coulombkraften så att den starka kärnkraften kan ta över på kortare avstånd. Detta kräver högt tryck och hög temperatur. Vid dessa förutsättningar har atomkärnor och deras elektroner separerats och materien bildar ett plasma. För att behålla den höga temperaturen och trycket under reaktionen måste plasmat hållas ihop av någon yttre kraft, inneslutas. Detta åstadkoms naturligt i stjärnors inre med hjälp av den starka gravitation som råder där. I konstgjord fusion på jorden hålls plasman istället ihop av intensiva laserpulser (inertiell inneslutning) eller starka magnetfält (magnetisk inneslutning).
Fusionsforskning har pågått sedan 1951 men har inte lett till någon produktion av användbar energi. Detta beror i första hand på svårigheten i att innesluta plasmat under kontrollerade former under så lång tid att betydande mängder fusionsenergi kan frigöras. Fusionsanläggningar som bygger på magnetisk inneslutning har antagligen kommit längst i denna strävan, till exempel Joint European Torus i England och Tore supra i Cadarache Frankrike. I Cadarache kommer också fusionsexperimentet ITER att byggas upp. Enligt nuvarande (2018) tidplan kommer den att uppnå "first plasma" 2025 och påbörja "Deuterium-Tritium-drift" 2035.
Magnetisk inneslutning kräver generering av magnetfält med hjälp av starka elektriska strömmar i supraledare. Dessa måste kylas till mycket låga temperaturer. Då plasmat samtidigt är extremt varmt kommer en sådan fusionsreaktor därför att ha mycket stora inbyggda temperaturgradienter vilket ställer extremt höga krav på konstruktionsmaterialen.

## Historia

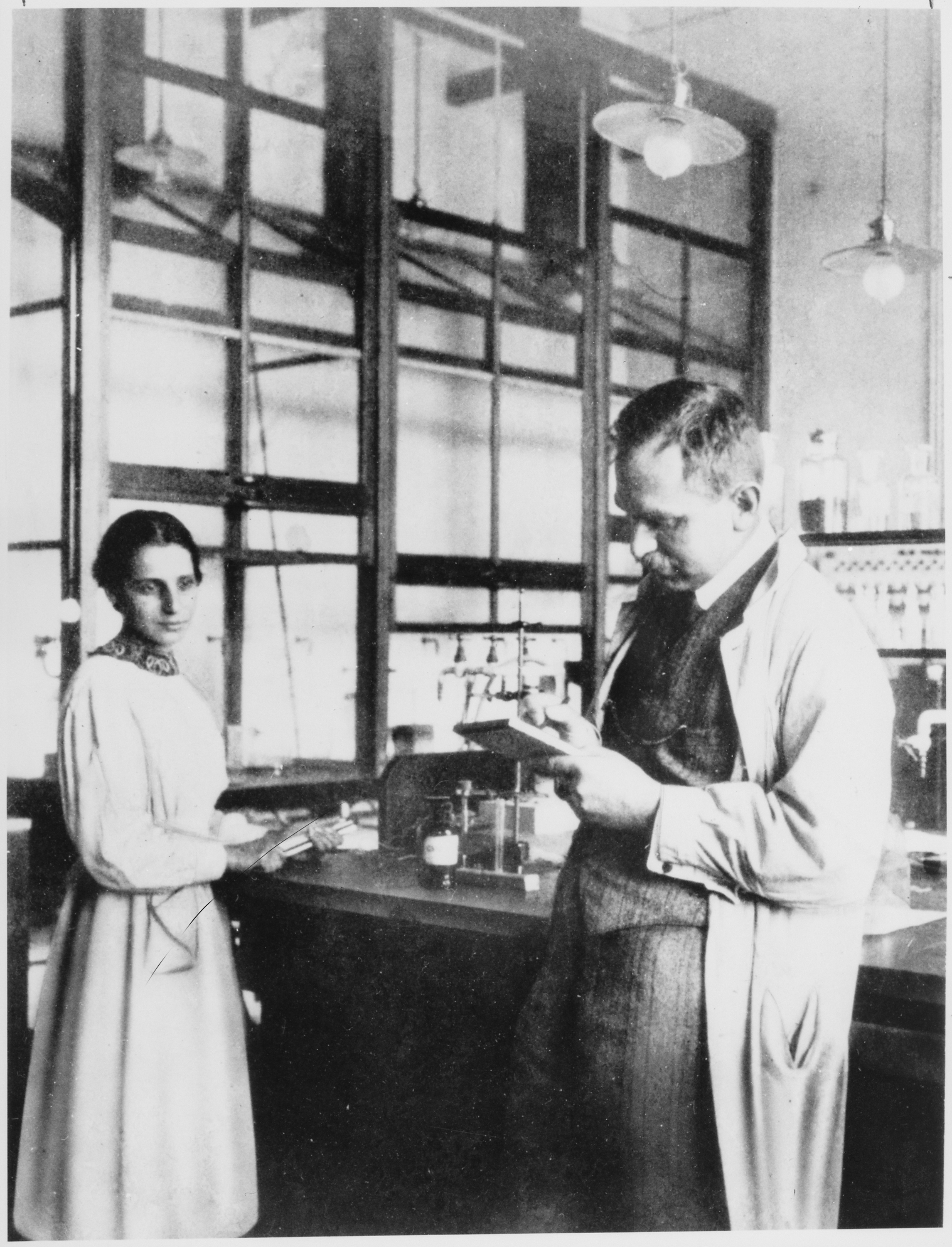
Lise Meitner och Otto Hahn i arbete.

De allra första lyckade experimenten med nukleär fission utfördes i Berlin 1938 av de tyska fysikerna Otto Hahn, Lise Meitner och Fritz Strassmann.
Under andra världskriget började flera nationer att forska inom området. Motivet var då framförallt framställning av kärnvapen. Den första självuppehållande nukleära kedjereaktionen skapades av Enrico Fermi den 2 december 1942 och reaktorer baserade på hans forskning användes för att tillverka plutoniumet som användes i Fat Man-bomben som fälldes över Nagasaki, Japan.
I ett tal ("Atoms for peace") i december 1953 av USA:s president Dwight D. Eisenhower, förklarade han den amerikanska regeringens stöd för internationellt användande av kärnkraft. Den 27 juni 1954 startades det första kärnkraftverket i Obninsk, Ryssland. Reaktorn var grafitmodererad, vattenkyld och hade en kapacitet på 5 megawatt (MW). Världens första kommersiella kärnkraftverk, Calder Hall i Sellafield, England öppnades 1956. Det var en gaskyld magnoxreaktor med en kapacitet på 50 MW (senare 200 MW). 1957 startades Euratom och det internationella atomenergiorganet (IAEA).
Den sammanlagda kapaciteten hos världens kärnkraftverk ökade snabbt. Från mindre än 1 gigawatt (GW) 1960 till 100 GW i slutet på 1970-talet och 300 GW i slutet på 1980-talet. Sedan dess har kapaciteten ökat långsammare till ett sammanlagt värde av 372 GW (dock bara inräknat det som är övervakat av IAEA) i slutet av 2007. Under 1970- och 1980-talen medförde ökande byråkrati fördyringar och längre konstruktionstider i bland annat USA, vilket gjorde kärnkraftverksinvesteringar mindre attraktiva.
Folkrörelser mot kärnkraft bildades och kärnkraftsmotståndet tog fart under den sista tredjedelen av 1900-talet, i Sverige i form av "Folkkampanjen Nej till kärnkraft". Man protesterade mot kärnkraften på grund av olycksrisken, riskerna för kärnvapenspridning och problemen kring slutförvaringen av det radioaktiva avfallet. Olyckorna på Three Mile Island (1979) och i Tjernobyl (1986) bidrog till att stoppa utbyggningen av kärnkraften i flera länder. Österrike (1978), Sverige (1980) och Italien (1987) och Polen beslutade i folkomröstningar att avsluta eller gradvis avveckla kärnkraftsprogrammen där. Drivet bland annat av oro för växthuseffekten har kärnkraften sedan millennieskiftet upplevt ett ökande intresse, men Fukushima-olyckan 2011 ledde till att bland annat Tyskland beslöt att avveckla kärnkraften. Idag är intresset för kärnkraft stort främst i Asien, där bland annat Kina, Indien, Turkiet, Ryssland, Sydkorea och Förenade arabemiraten driver ambitiösa kärnkraftsprogram. I Europa är planerna på nya reaktorer framförallt koncentrerade till Östeuropa, bland annat Polen, Armenien, Bulgarien och Rumänien. I Västeuropa är det främst Storbritannien och Finland som har framåtsyftande kärnkraftsprogram.

## Kärnkraftverk

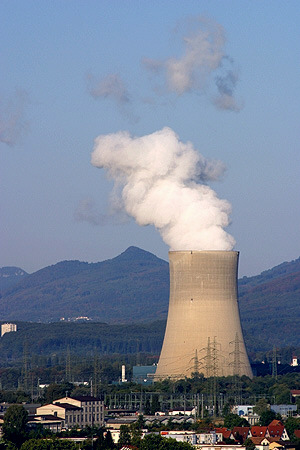
Ett kyltorn till ett kärnkraftverk i Schweiz, som bestämt sig för att avveckla alla sina kärnkraftverk till 2034.

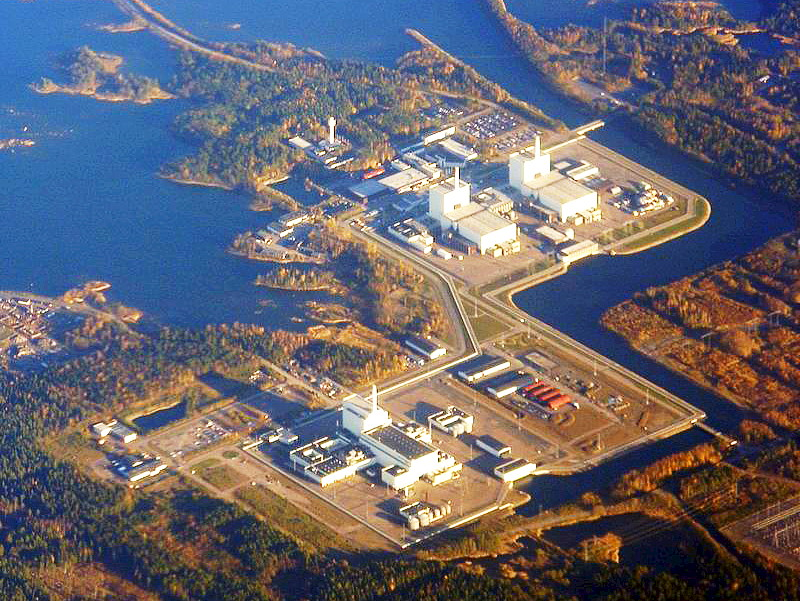
Forsmarks kärnkraftverk. Notera att dessa reaktorer släpper ut överskottsvärme i havet och därför saknar kyltorn.

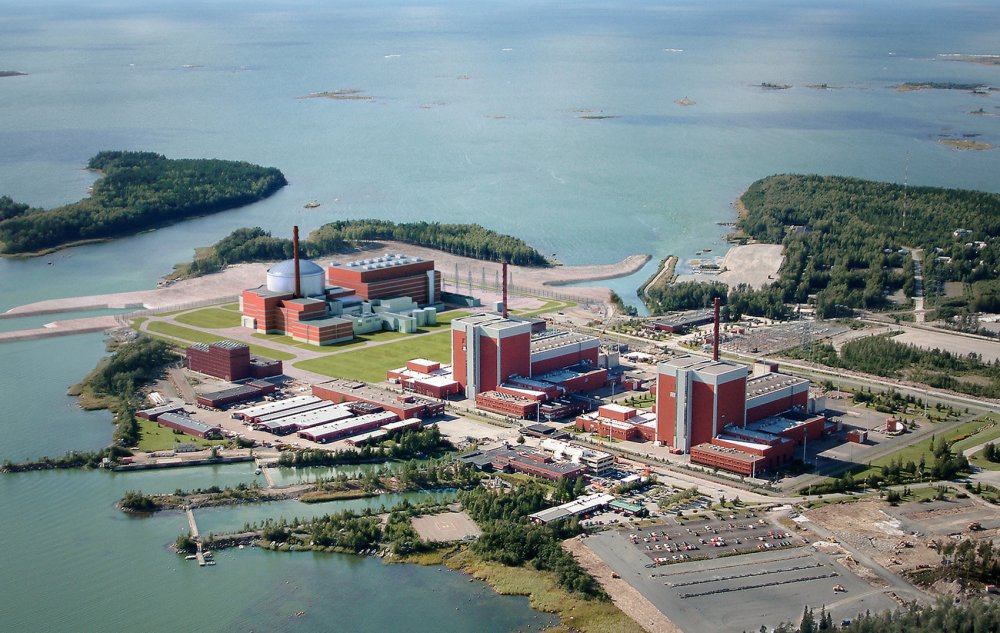
Olkiluoto kärnkraftverk i Finland. Enhet III (vänster) är en ännu inte färdig tryckvattenreaktor som på denna bild lagts in med datoriserad bildbehandling.

Fissionskraftverk utförs nästan uteslutande som elproducerande kondenskraftverk och kan konstrueras enligt flera olika principer och därmed också kategoriseras enligt flera egenskaper, till exempel bränsle, moderator, reaktortemperatur eller kylmedium. När det gäller bränsle, kan man urskilja två huvudtyper: så kallade konsumerande reaktorer (engelska "burners"), där processen i allmänhet drivs av termiska neutroner och bridreaktorer (engelska "breeders"), vilka utnyttjar snabba neutroner. De senare är tekniskt avancerade och kommersiella reaktorer finns inte i drift. De kan förutom att klyva fissila kärnor genom neutronabsorption förvandla kärnor som torium eller uran-238, till fissilt bränsle, i det senare fallet plutonium. Produktionen av plutonium är också politiskt problematiskt, då ämnet kan användas för kärnvapen. Alla dagens snabbneutronreaktorer kyls med flytande metall och detta gäller även många av kommande fjärde generationens reaktorer.

## Bränsle

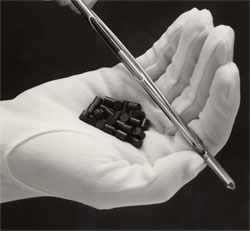
Urankutsar och en bränslestav.

Med kärnbränslecykeln avses den kedja av åtgärder och processer som bereder kärnbränsle till reaktorerna och tar hand om detta hela vägen från malmbrytning till avfallshantering.
Det vanligaste kärnkraftsbränslet är uran. Uran är ungefär lika vanligt som tenn, men förekommer sällan i höga koncentrationer, och endast en del isotoper kan användas i de normala reaktortyperna. Uran utvinns därför endast tillsammans med andra ämnen. För närvarande räknas områden med minst 0,1 procent uran som ekonomiskt försvarbara att utvinna uran från.
Med oförändrad bränsleförbrukning och prisnivå på uran, som de var år 2016, beräknades det finnas rimligt säkra uranfyndigheter för drift i ytterligare 80 år, och upp till 130 år om man även räknar med sannolika fyndigheter.
På senare år har forskare ifrågasatt om tillgången till uran är tillräcklig för de satsningar på kärnkraft som görs i flera länder.
Nuvarande lättvattenreaktorer kan inte använda bränslet effektivt, vilket bland annat leder till ett stort energiöverskott som inte nyttiggörs (kylvattnet kan inte användas för fjärrvärme, då kärnkraftverk placeras långt från större städer). En bättre reaktordesign eller upparbetning skulle reducera mängden överskottsmaterial och spillvärme och ge bättre användning av de tillgängliga resurserna.
Till skillnad från lättvattenreaktorerna, som använder uran-235 (0,7 procent av allt naturligt uran), använder bridreaktorerna uran-238 (99,3 procent av allt naturligt uran) som omvandlas till plutonium-239. Plutoniumproduktionen är problematisk, framförallt med tanke på kärnvapenspridning. Bernard Cohen uppskattade 1983 att det tillgängliga uranet skulle räcka i upp till fem miljarder år i dessa reaktorer, då han antar att man tack vare effektivare bränsleanvändning skulle ha råd att utvinna uran ur havsvatten. Bridreaktorer har dock betydande material- och kylproblem. För närvarande finns fyra bridreaktorer i Japan, Kina och Ryssland. Den japanska reaktorn Monju har dock i stort sett aldrig fungerat, och ett slutgiltigt beslut om nedläggning fattades i december 2016. Tidigare har elproducerande bridreaktorer  funnits i USA, Storbritannien, Kazakstan och Frankrike.
Ett annat alternativ vore att använda uran-233 som kan fås genom att låta torium-232 absorbera en långsam neutron. Torium är tre gånger vanligare än uran i jordskorpan, men trots forskning sedan 1944 har tekniken aldrig varit i närheten av ett kommersiellt genombrott. Fusionsreaktorer är tänkta att använda sig av deuterium och/eller tritium som bränsle. Deuterium kan utvinnas från havsvatten där det finns naturligt. Tritium framställs däremot ofta genom neutronaktivering av litium. Om man antar att energiförbrukningen ökar med 2 procent årligen, skulle de kända litiumlagren att räcka i 200 år, litium från havsvattnet skulle räcka i 700 år och en mer komplicerad process, som bara använder deuterium från havsvattnet, skulle räcka i 1100 år.

### Anrikning
Naturligt uran innehåller 99,3 procent uran-238 och 0,7 procent uran-235, där det i stort sett enbart är uran-235 som är klyvbart. Det har konstruerats reaktorer som kan ha naturligt eller lågt anrikat uran som bränsle (till exempel CANDU, RBMK och svenska Marviken), men den låga halten komplicerar konstruktion, begränsar möjlig effekt och kräver korta intervall för bränslebyte (dygn eller veckor), vilket i praktiken kräver anordningar för bränslebyte under pågående drift. Nästan alla reaktorer byggs därför för anrikat uran, där man genom anrikning höjt andelen uran-235 till typiskt 3-5 procent.

### Radioaktivt avfall

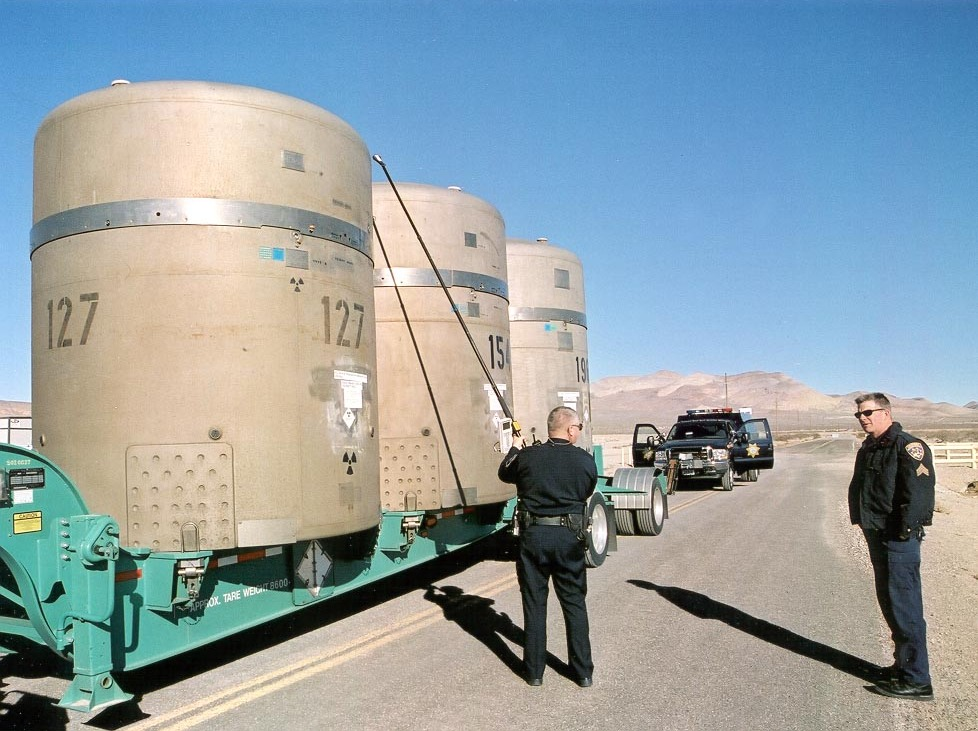
Radioaktivt avfall på väg till Carlsbad, New Mexico.

Det använda kärnbränslet är radioaktivt avfall. Sådant avfall måste behandlas med stor försiktighet och eftertanke på grund av de långa halveringstiderna för en del av de radioaktiva isotoperna i avfallet. Nyligen använt avfall är så radioaktivt att en minuts strålning leder till döden, men radioaktiviteten avtar med tiden och efter 40 år är strålningsflödet en tusendel av vad det var när reaktorn stängdes, men behöver ändå vila i hundratusentals år för att återgå till en nivå motsvarande berggrunden. Slutförvaringen av radioaktivt avfall är en svår utmaning. Det mesta avfallet förvaras för närvarande i tillfälliga lagerutrymmen medan permanenta förvaringsalternativ diskuteras.

### Upparbetning
Upparbetning kan återvinna upp till 95 procent av det kvarvarande uranet genom att blanda det med plutonium från använt kärnbränsle eller kärnvapen och omvandla det till MOX-bränsle. Upparbetning av använt bränsle från kärnkraftverk görs i stor skala i Sellafield i England, La Hague i Frankrike och Majak i Ryssland. Under de senaste åren har intresset för upparbetning minskat på grund av de fallande uranpriserna. Upparbetning görs inte i USA på grund av oro för att det plutonium som produceras där ska användas i kärnvapen. I Sverige är upparbetningsanläggningar inte aktuella eftersom de kräver stora anläggningar och många transporter med starkt radioaktiva ämnen.

## Miljöpåverkan
Kärnkraften är en kontroversiell fråga på grund av dess risker och miljöpåverkan. Förespråkarna menar att utsläppen av växthusgaser är små. Miljörörelsen brukar främst lyfta fram uranbrytningen, risken för en olycka och förvaringen av avfallet som de största problemen.

### Uranbrytning
Uran är ett svagt radioaktivt grundämne som används för att tillverka bränsle till kärnkraftsreaktorer. Svensk erfarenhet finns från Ranstadsverket.  Huvuddelen av radioaktiviteten från uranmalm kommer från diverse dotternuklider (sönderfallsprodukter), vilket gör att den radioaktiva strålningen är mindre i den behandlade uranen, där dessa separerats.
Vid brytning av uranmalm måste hänsyn tas till att det då frigörs radioaktiva gaser, till exempel radon, och stora mängder radioaktivt damm släpps ut. Uranet bearbetas sedan i konverteringsanläggningar, där det binds i uranhexafluorid. 
Nästa steg är anrikningen, där man höjer koncentrationen av uran-235 i blandningen. Det slutliga steget är omkonverteringen av uranhexafluorid till en stabilare form av uran och tillverkningen av själva bränslet. 

### Avfallet
Hanteringen av det radioaktiva avfallet är ett av kärnkraftens största problem. Vanligen skiljer man mellan olika grupper av avfall, beroende på hur radioaktivt det är och hur lång halveringstiden är. För många typer av avfall räcker det med ett förvar på några hundra år för att radioaktiviteten skall klinga av. Sådant avfall uppstår också vid andra radiologiska tillämpningar.
För de använda bränslestavarna krävs dock mer avancerade lösningar. Först måste de mellanlagras i några tiotals år så att relativt kortlivade produkter kan klinga av och sluta avge restvärme. Om denna rest sedan inte betraktas som en resurs, behöver de lagras i runt hundratusen år, för att radioaktiviteten skall minska så att den blir jämförbar med bakgrunden. De metoder som idag anses som mest lovande är upparbetning och transmutation. Där detta inte tillåtes av politiska skäl (på grund av miljörisker eller risk för kärnvapenspridning) återstår att lagra bränslet i berggrunden. Det land som 2012 kommit närmast en förvaringsanläggning är Finland, även om också Sverige tänker använda i princip samma metod med förvaring i kopparkapslar omslutna av bentonitlera nedgrävda i berggrunden.

### Klimatpåverkan
Kärnkraft klassificeras som fossilfri energi, och ger låga koldioxidutsläpp (eng. low carbon energy). Fossila bränslen kan emellertid förbrukas och koldioxidutsläpp kan uppkomma under flera steg i kärnkraftsprocessen, exempelvis under uranbrytning, konvertering, transporter, under den energikrävande anrikningen, byggande och rivning av reaktorer samt den långvariga avfallshanteringen. Utsläppen ligger långt under de för fossila källor, men är i samma storleksordning som utsläppen för förnyelsebara källor.
Utsläpp av växthusgaser enligt IPCC 2014 Annex III
Utsläpp CO₂-ekvivalenter (g/kWh)Produktionsmetod020040060080010001200SolcellFossilgasUtsläpp CO₂-ekvivalenter (g/kWh)Utsläpp av växthusgaser per produktionsmetod
Kärnkraft får inte marknadsföras som koldioxidfri energi enligt svenska Konsumentverket. Den tillhör icke förnybara energikällor, och det finns en debatt om kärnkraft kan kallas hållbart energislag.

### Värme- och isotoputsläpp
Uppvärmt vatten är det största utsläppet direkt vid normal drift från anläggningar med kallkondensor, som inte är placerade så att de kräver kyltorn. Processen att utvinna energi från en värmekälla (även kallat rankinecykeln) innebär att ångan behöver kylas ned. Floder är den vanligaste källan för kylvatten såväl som destination för överskottsvärmen. Förr fanns problem med att temperaturen på det utsläppta vattnet måste regleras för att undvika att döda fiskar och långtidsverkan av varmt vatten på ekosystem, men det problemet löstes genom att använda kyltorn. I till exempel Sverige används istället havsvatten som kylmedium. Havets lägre temperatur och större vattenmängd gör att man undviker en del av de problem, som finns med kärnkraftverk placerade vid floder.
Behovet att kunna reglera utsläppstemperaturen begränsar också kapaciteten hos de kärnkraftverk, som är placerade vid floder. Extremt varma dagar, då behovet av ström i vissa länder är högt, kan kapaciteten på kärnkraftverket gå ner, eftersom kylvattnet blivit varmare än normalt och därför inte lika effektivt till kylning av kondensorn. Även kolkraftverk, oljeeldade, gaseldade och kombikraftverk har liknande problem med kylvatten, om också i mindre skala då sådana anläggningar tenderar att vara mindre och många drivs som kraftvärme för fjärrvärmeanläggningar. Detta är dock hittills mycket ovanligt vid kärnkraftverk. Exempel på denna lösning är Ågestaverket och Bilibino kärnkraftvärmeverk.
Fissionen producerar även radionuklider (radioaktiva isotoper), som hanteras på olika sätt. Radionuklider med kort halveringstid, exempelvis xenon-135 med en halveringstid på drygt 9 timmar och jod-131 med en halveringstid på 8 dygn, är i början kraftigt radioaktiva, men radioaktiviteten klingar snabbt av. Mer långlivade, som krypton-85 med en halveringstid på drygt 10 år, har lägre men varaktigare radioaktivitet. Jod-131 kan i viss mån samlas upp i avfallssystemet, men släpps också delvis ut i avfallet till luften. Xenon och krypton är ädelgaser, som är tekniskt svåra att binda och lagra. Genom att fördröja utsläppen mekaniskt kan man dock minska utsläpp av de kortlivade radionukliderna påtagligt, En vanlig fördröjningsmekanism är att låta gaserna "sippra" igenom en stor tank fylld med sand. Krypton-85 släpps helt enkelt ut. Vid bränsleskador ökas utsläppen av radionuklider.

## Kärnkraft i världen

Karta över länder med tillgång till kärnkraft.

Kärnkraft är ett avancerat tekniskt system, som är vanligast i industriländer, framför allt i Nordamerika, Europa, Japan och på senare år i Asien. Enligt FN:s atomenergiorgan IAEA finns det totalt 444 kärnreaktorer i drift runt om i världen, och 50 kärnreaktorer byggs.
Se också kärnkraft i Sverige.

## Kärnkraftsfrågan

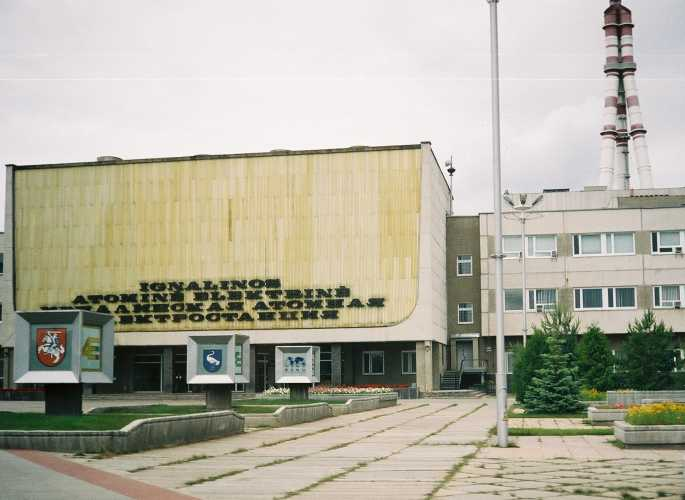
Kärnkraftverket Ignalina i Litauen som stängdes slutgiltigt 2009 fick på sin tid mycket kritik eftersom dess reaktorer var av samma typ som Tjernobyls (RBMK).

Användandet av kärnkraft för elektrisk ström har både förespråkare och motståndare. Kärnkraftförespråkarna pekar bland annat på fördelarna med elproduktion med mindre utsläpp av koldioxid, den låga markanvändningen jämfört med andra elproduktionsmetoder, det låga antalet dödsfall orsakade av kärnkraft och den (nästintill) väderoberoende elproduktionen. Kärnkraftsmotståndarna menar bland annat att både för- och efterbehandlingen av kärnbränsle medför oacceptabla risker, miljömässigt, ekonomiskt och säkerhetsmässigt.